# Resolució 2244 del Consell de Seguretat de les Nacions Unides
La Resolució 2244 del Consell de Seguretat de les Nacions Unides fou adoptada el 23 d'octubre de 2015. El Consell va ampliar l'embargament d'armes Somàlia i Eritrea, imposats en les resolucions 733 (1992) i 1907 (2009), i va ampliar el mandat del grup d'observació per investigar-ne les violacions fins al 15 de desembre de 2016.
La resolució es va aprovar amb 14 vots a favor i l'abstenció de Veneçuela, qui va argumentar el seu vot afirmant que no s'havien tingut en compte algunes opinions durant les negociacions sobre el text.

## Contingut
El Consell de Seguretat va reafirmar l'embargament d'armes a Somàlia imposat en 1992 per la Resolució 733. L'exempció a les forces de seguretat d'aquest país es va estendre fins al 15 de novembre de 2015. Somàlia havia introduït millors procediments de registre d'armes per impedir que les armes de la policia caiguessin en mans equivocades. El país també feia informes més ràpids i complets del lliuraments d'armes a la comissió que supervisava l'embargament d'armes.
També es va confirmar l'embargament del carbó vegetal, imposat per la Resolució 2036, ja que era una font d'ingressos per a Al-Xabab.
La situació humanitària a Somàlia s'havia deteriorat a causa dels atacs i la complicació de l'ajuda i l'apropiació indeguda dels fons. Es va decidir que la congelació dels dipòsits bancaris que s'havien imposat amb la Resolució 1844 fins al 15 de novembre de 2016 no s'aplicaria als fons que es s'utilitzava per a emergències.
A més, l'embargament d'armes contra Eritrea, imposat el 2009 per la resolució 1907, es va ampliar per un any. El país també havia de cooperar amb el grup d'observació que investigava les violacions de l'embargament d'armes. No s'havia pogut entrar al país des de 2011. El mandat d'aquest grup es va ampliar fins al 15 de desembre de 2016.